# Escuraflascons becfí
L'escuraflascons becfí (Phalaropus lobatus) és un petit limícola.
Es reprodueix prinicpalment a les regions àrtiques d'Amèrica del Nord i Euràsia. És un migrador regular, però escàs, al delta de l'Ebre. A la resta del territori és molt rar o ocasional i, a l'interior, excepcional. És un hivernant excepcional al delta de l'Ebre.
Menja animals aquàtics dels estanys a la primavera i plàncton a l'hivern.

## Taxonomia
El 1743, el naturalista anglès George Edwards va incloure una il·lustració i una descripció del falàrop de coll vermell al primer volum de la seva Història natural dels ocells poc comuns. Va utilitzar el nom anglès "The coot-footed tringa". Edwards va basar el seu gravat pintat a mà en un exemplar que havia estat recollit a la costa de Maryland. Quan l'any 1758, el naturalista suec Carl Linnaeus va actualitzar la seva Systema Naturae per a la desena edició de Systema Naturae, va col·locar el falàrop de coll vermell dins el gènere Tringa. Linné va incloure una breu descripció, va encunyar el nom binomi Tringa lobata i va citar l'obra d'Edwards. Es troba ara en el gènere Phalaropus que va ser introduït pel zoòleg francès Mathurin Jacques Brisson el 1760. Els noms anglesos i de gènere provenen del francès phalarope i del llatí científic Phalaropus del grec antic phalaris, "coot", i pous, "peu". Les fotges i els falàrops tenen els dits dels peus lobulats. El lobatus específic és neolatí per "lobulat". L'espècie és monotípica : no se'n reconeix cap subespècie.